# AIL Storm
Le AIL Storm (en hébreu: סופה, Sufa) est un véhicule tout-terrain israélien, la « bête de somme » des forces de sécurité israéliennes. Ce véhicule, basé sur la série des Jeep Wrangler, est produit depuis 1990 par la firme Automotive Industries (en) à Nazareth Illit sous licence de Chrysler.
Selon ses déclinaisons, il remplit un grand nombre de rôles militaires, comme celui de véhicule blindé pour le transport de l'infanterie ; certains modèles sont disponibles à l'export et pour le marché civil.
La production d'un modèle de seconde génération à quatre portes amélioré a commencé en 2006, en dépit des messages contradictoires du principal client du Storm, les Forces de Défense d'Israël. Le développement d'un véhicule de troisième génération, basé sur la dernière version du Wrangler sortie en 2007, a été achevé et une production d'un nombre important de véhicules est en cours pour les forces israéliennes et des clients étrangers.

## Storm I
Le M-240 Storm Multi-Mission Vehicle (« Véhicule multi-missions »(fr)), aussi appelé M-240 Storm Mk.I est le premier des trois générations de Storm's produites. Dérivé du Jeep Wrangler YJ de 1991 et monté sur une plateforme plus ancienne « CJ6/CJ8 », il est entièrement produit en Israël par Automotive Industries Ltd., à l'exception des moteurs, leur fabrication sur-place n'étant pas économiquement rentable à l'échelle des marchés du Storm.
Le Storm était initialement destiné à répondre aux besoins militaires israéliens, mais des versions longues ou raccourcies pour le marché civil local ont été également produites. Comme la Jeep, il est d'une conception classique à moteur à l'avant, avec un conducteur et un passager assis côte-à-côte sur leurs sièges et un espace derrière eux, pour transporter des hommes ou du matériel. Il est mu par un moteur AMC « Straight-6 » essence de 4 litres de cylindrée à six cylindres en ligne, dôté d'un système d'injection et d'un filtre-à-air Vortox à deux étages, développant 180 ch (130 kW) à 4 700 tr/min.
Il peut aussi être équipé d'un moteur 4 cylindres turbo-diesel d'origine Volkswagen, d'une cylindrée de 2,5 l et développant 118 ch (88 kW) à 4 200 tr/min.
L'axe de transmission à l'avant est flottant et l'axe de transmission arrière est semi-flottant. Ajouté à un châssis et une coque renforcés, ainsi que des angles d'approche et de départ intéressants (40° et 37° pour le châssis court, 40° et 26.5° pour le châssis long), ils améliorent grandement les capacités tout-terrain du véhicule.
Deux longueurs de châssis sont disponibles, 4,15 m et 4,5 m.
Ces véhicules sont à ce moment-là parmi les rares dérivés de Jeeps à avoir été produits au-cours des dernières années, et étant disponibles en versions militaires et civiles.
A-côté du marché israélien, les Storm's ont longtemps été exportés vers les pays d'Amérique du Sud, d'Asie et d'Afrique. Une ligne de production dirigée par Jeep, dont les véhicules sont utilisés par les forces armées egyptiennes, sera absorbée par la société AIL lors de sa fermeture en 1995.

### Versions pour la sécurité
Comme son parent le Jeep Wrangler, le Storm est avant tout un « airmobile », un véhicule utilitaire et tout-terrain de première ligne, étudié pour parcourir du terrain cassant sans relâche, principalement à des fins de missions de reconnaissance. Il peut néanmoins être équipé d'une mitrailleuse ou d'autres systèmes d'armes.
Lorsqu'il est armé d'un canon sans recul M40, le véhicule ne peut tirer que droit devant lui, au-dessus de son capot équipé de renforts contre le souffle, au-lieu de devoir pivoter son canon, comme cela est souvent nécessaire avec d'autres véhicules de ce type.
Une variante de la version longue du véhicule est utilisée pour les patrouilles aux frontières en milieu désertique. Elle emploie une verrière haute de plafond pour permettre un pivotement orienté vers l'arrière du support de mitrailleuse lourde, tandis qu'elle peut aussi être étendue afin de fournir un poste de commandement mobile. Une version avec un hardtop équipé de l'air conditionné est souvent utilisée par les officiers, et une version anti-émeutes possède un bouclier en polycarbonate transparent le long des côtés à l'arrière du véhicule, ainsi que des supports amovibles destiné à l'emploi d'armes non-léthales de répulsion. Le bouclier permet de profiter d'un large champ de vision en même-temps qu'il protège les policiers des jets de cocktail's Molotov et des lancers de pierres.

### Version blindée
Comme bien souvent avec les véhicules militaires légers de ce genre, bien qu'ils aient été conçus pour remplir le rôle d'éclaireurs, l'évolution des combats urbains et en milieux clos a amené les forces armées israéliennes à reconsidérer les types de missions attribuées au Storm.
Quand le besoin d'un véhicule blindé léger s'est fait ressentir par les forces de sécurité israéliennes, le département d'ingénierie de AIL a conçu de fond en comble un système de protection dont l'intégration dans le véhicule peut être effectuée d'une manière qui ne compromette pas ses capacités hors-piste et autres performances. Il n'engendre également aucun surplus de contraintes mécaniques et de maintenance, en partie grâce à son moteur à injection de 180 ch géré électroniquement.
Le blindage est capable de protéger les occupants du véhicule contre des impacts de munitions de calibre 7,62 mm perforantes, et conserve un rapport protection/poids assez élevé, grâce principalement à l'emploi de matériaux avancés approuvés par l'IDF. Le poids brut du véhicule dans sa version blindée est d'environ trois tonnes, bien que plusieurs niveaux de protection différents soient utilisés en unités individuelles.
Un autre atout important concerne les dimensions étroites du Storm, lui permettant de se faufiler aisément dans les rues étroites, comme il y en a beaucoup dans les casbahs des villes du Moyen-Orient. Des endroits que les Humvees blindées ne peuvent atteindre qu'avec de grandes difficultés et une manœuvrabilité compromise. Les portes arrière occupant toute la hauteur du véhicule sont aussi un avantage majeur sur les autres véhicules similaires, car elles permettent le déploiement de troupes équipées en des temps très courts.

### Usage civil
En Israël, les Storm's de première génération ont été rendus disponibles au marché pour le grand public de 1992 à 2001. Un petit nombre ont été achetés directement par des clients privés, tandis-qu'un nombre bien plus important ont été achetés en seconde-main par des firmes gouvernementales israéliennes, telles la compagnie d'électricité d'Israël, la compagnie des eaux Mekorot, l'autorité des parcs nationaux et la Police locale.
Les Storm's modifiés sont très populaires auprès des fans et des pratiquants de off-roading (tout-terrain) en Israël.

## Storm II
Début 2006, AIL commence à livrer un modèle amélioré à l'IDF, le M-242 Storm Mk. II, souvent désigné sur le terrain sous le nom de « Storm Commander ».
De nombreux changements significatifs ont été appliqués sur les nouveaux Storm's à châssis TJ, basés sur les retours d'expérience des soldats sur le terrain, les nouvelles nécessités opérationnelles et les tests effectués par les quartiers généraux des forces terrestres israéliennes et des sections de travaux génériques, du corps médical et des services de ravitaillement.
Le changement probablement le plus évident est l'ajout de deux portes pour les passagers arrière, faisant du Storm II le premier dérivé de Jeep Wrangler à 5 portes à avoir été fabriqué,,.
D'autres améliorations concernent l'ajout de rapports, au nombre de six au lieu des quatre précédents, et d'une stabilité nettement améliorée, résultat de l'utilisation d'essieux plus larges que ceux de son prédécesseur. Les lames de métal de la suspension ont été remplacées par un système plus moderne et le Storm II est équipé d'un pont Dana 44 à l'arrière et d'un Dana 30s TJ à l'avant. La sécurité est également de la mise avec l'ajout d'airbags conducteur et passager. Le confort des soldats gagne aussi en qualité perçue, avec l'ajout d'une climatisation de série à l'arrière du véhicule ainsi que d'un lecteur CD,,.
Le Storm II est aussi produit en une version blindée et est disponible avec une motorisation optionnelle VM Motori 2,8 L turbo-diesel, une transmission automatique, un volant à droite et des pneus de type « run-flat » (pouvant continuer à rouler après une crevaison). AIL est en mesure d'achever l'assemblage de dix véhicules par jour.
En raison des nouvelles lois et taxes appliquées depuis peu, plus aucune version civile n'est disponible pour le marché local,,.

### La controverse des MDTDavid

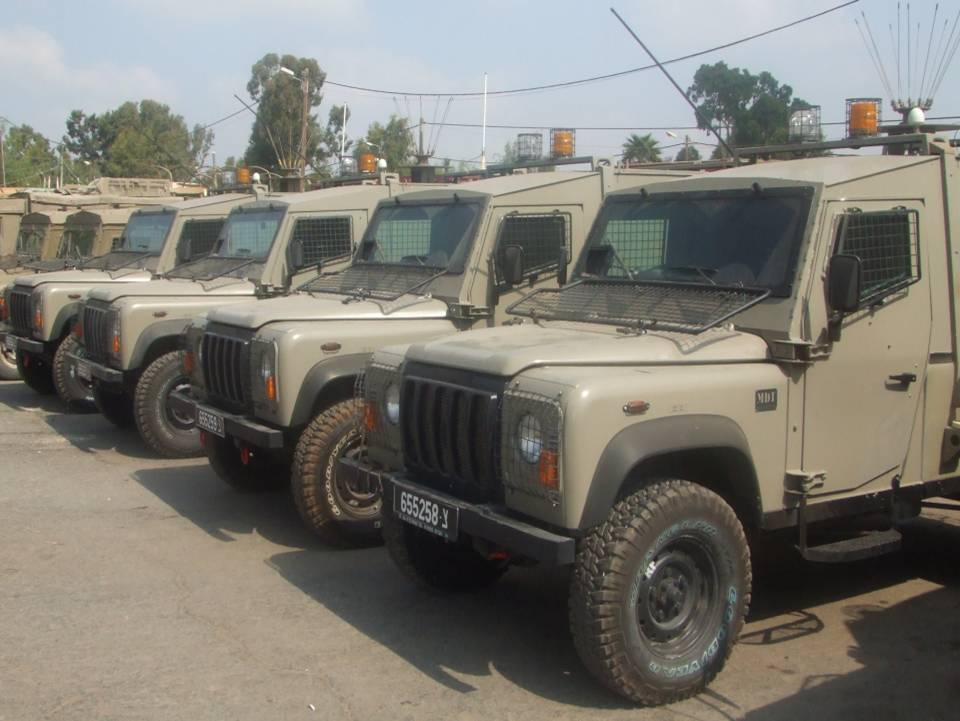
Une rangée de véhicules David

Développés dans les années 2000 sur un investissement de 2 millions de dollars, faisant suite aux engagements pris par Tsahal pour la fabrication de 1.200 unités du Storm, certains emplois d'AIL étaient considérés comme mis en danger, à la suite d'une annonce mi-2005 que l'armée israélienne achèterait une centaine de MDT David vendus par les Américains basés sur châssis de Land Rover Defender.
L'annonce provoqua des menaces de protestations de la part des dirigeants et des ouvriers de AIL, qui avaient déjà dû faire face très récemment au coup dur de l'arrêt de production locale du Humvee, en raison de problèmes économiques et de budget.
Le MDT David avait été choisi à la place de la version blindée du Storm car, devenu trop lourd, il était sujet à des soucis de fiabilité et de capacité à manœuvrer aisément. Il devenait critiqué par certains de ses utilisateurs pour ses problèmes d'opérabilité et sa sécurité compromise au combat. De son côté, l'armée disait que l'achat des David's n'était là que pour boucher le trou dans la production du Storm, le temps que sa nouvelle version, la Mk.II, achève en toute sérénité sa batterie de tests avant d'équiper les unités. Depuis, il semblerait qu'elle ait tenu ses engagements, car les Storm II prennent doucement leur place au sein des unités opérationnelles,.

## Storm III
Le lancement de la mise en production d'un Storm Mk.III pour Tsahal a été fixé à juin 2008, permettant à l'armée israélienne de prendre livraison de sa commande d'environ 600 véhicules à compter de début 2011.

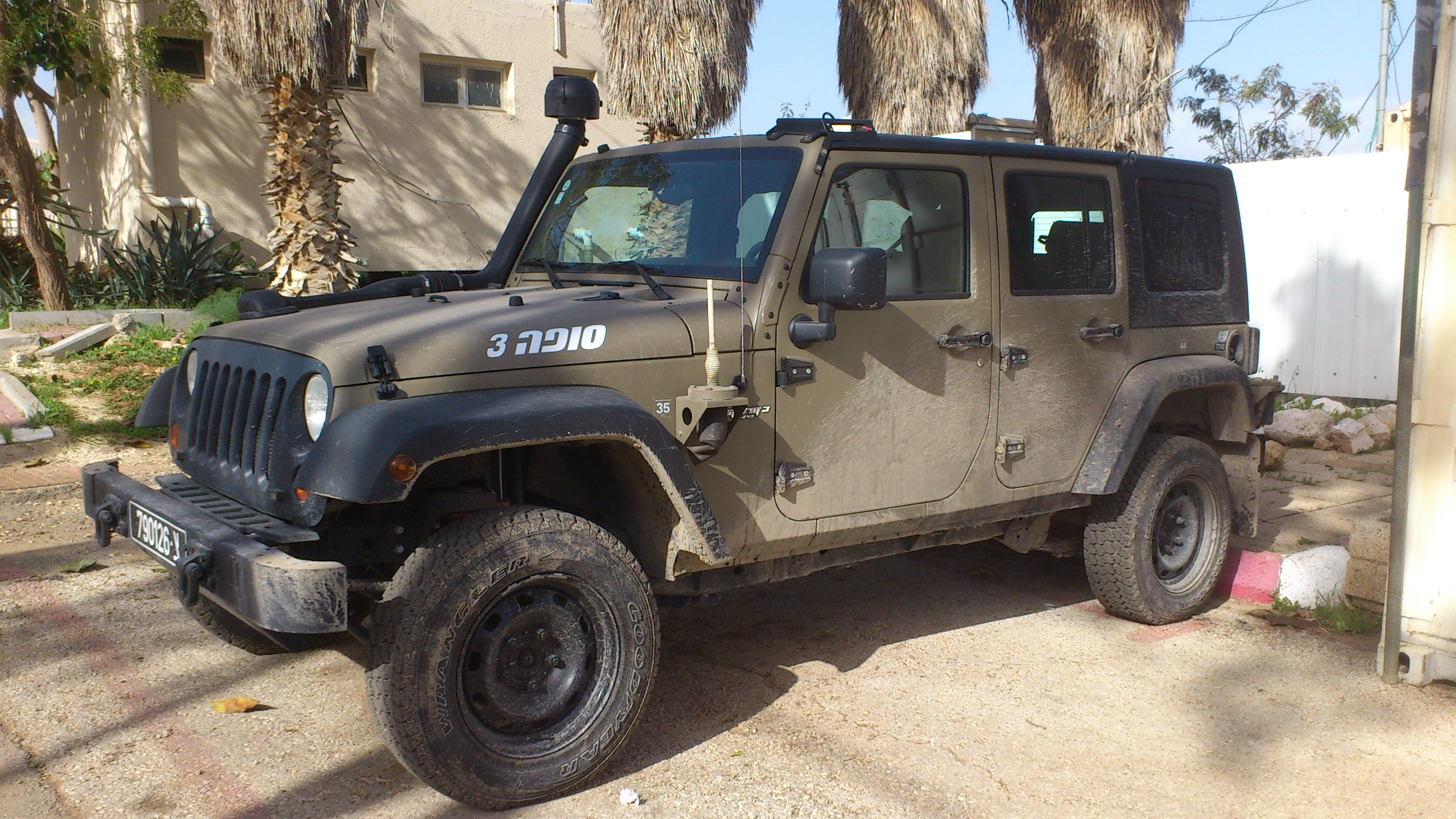
Un Storm Mk.III

Basé sur le nouveau Jeep Wrangler de la série « JK » à quatre portes, le Mk.III est destiné à combler certaines des lacunes de l'actuel Mk.II.
Alors que le précédent modèle était une « simple » amélioration du Storm originel, le Storm III a été conçu d'office pour être un modèle à cinq portes. Contrairement à celui monté sur châssis « JK »,
le nouveau Storm a une capacité de charge utile bien plus importante, en partie grâce à ses nouvelles suspensions adaptées aux fortes contraintes, éléments indispensables pour une version dont le blindage alourdit considérablement la masse. Le moteur VM Motori 2,8 L TD, qui n'était qu'optionnel sur le Mk.II, est maintenant de série, de-même que la boîte de vitesses automatique.
Comme le Storm II, le Mk.III n'était à l'origine disponible que pour les militaires, dans une version prévue d'être livrée à la police israélienne en 2009. Une version civile ne sera lancée que si le code des taxes locales est révisé afin de permettre une plus grande facilité d'import pour les véhicules étrangers de cette même catégorie. Automotive Industries annonce que si les choses arrivaient à évoluer dans ce sens un moteur essence pourrait être produit. Au niveau des ventes à l'export, on constate que le Storm III est déjà en service dans quelques pays, surtout dans sa version blindée.
Une paire de J8's de production a été testée par des journalistes du magazine web israélien Jeepolog.com, en avril 2009. Il a été qualifié comme étant « probablement la meilleure Jeep de tous les temps ».

### Version de commandement
La version de commandement intègre une cabine rigide à cinq porte, permettant une entrée/sortie rapide et facile au conducteur et à ses passagers ou troupes. Un large compartiment à l'arrière permet de stocker à-la-fois du matériel et des équipements de communication.
Cette version est équipée de série d'un système d'air conditionné apportant un confort maximal dans les conditions climatiques chaudes. Un arceau anti-retournement optimise les conditions de sécurité dans lesquelles voyagent les occupants du véhicule.

### Version blindée
La version blindée du Storm III, conçue pour la protection contre la menace représentée par les armes légères, est équipée d'une boîte de transfert renforcée et d'un système de suspension spécialement conçu autour de ressorts et d'amortisseurs à forte contrainte (AV : ressorts - AR : lames paraboliques).
Conjugués à des ponts rigides renforcés, ils contribuent à une conduite douce et rassurante dans toutes les situations, aussi bien sur des terrains cassants que sur des portions d'autoroute classique.

### Version de patrouille et reconnaissance
Le modèle de reconnaissance et patrouille est étudié pour transporter des réserves supplémentaires de carburant, d'eau et d'équipement. Il est spécialement étudié pour être équipé de mitrailleuses ou de supports d'équipements spéciaux.